# Kirurgfisklika fiskar
Kirurgfisklika fiskar (Acanthuroidei) är en underordning i ordningen abborrartade fiskar.
I underordningen finns 6 familjer med tillsammans omkring 150 arter.
De flesta kirurgfisklika fiskar lever i saltvatten eller bräckigt vatten men det finns även arter som förekommer i sötvatten.

## Familjer
- Kirurgfiskar (Acanthuridae)
- Spadfiskar (Ephippidae)
- Luvar (Luvaridae)
- Argusfiskar (Scathophagidae)
- Kaninfiskar (Siganidae)
- Zanclidae